# 광명성 4호
광명성 4호(光明星 4號)는 2016년 2월 7일에 발사된 조선민주주의인민공화국의 인공위성이다.

## 특징
광명성 로켓(광명성 3호 발사시까지는 은하로켓이라는 이름을 사용함)의 적재중량은 약 200kg으로 추정되고 있으며, 이는 광명성 3호 위성의 약 2배 크기이다. 일반적인 인공위성 추진체에 비해 페이로드가 낮아 인공위성 투사체가 아니라는 주장이 있으나 이는 사실이 아니며, 실제로 우주개발 단계에서 초기 로켓들은 100kg대의 페이로드로 개발된다. 대한민국의 우리별 1, 2, 3호는 모두 100kg 내외의 중량으로 각종 위성으로써의 기능을 수행한 바 있다.

## 경과
조선민주주의인민공화국은 2016년 2월 3일, 유엔해사기구에 전송한 통지문을 통해 2월 8일에서 25일 사이에 지구관측위성 '광명성'을 발사할 계획임을 통보하였으며, 같은 달 5일에는 발사 예정일을 2월 7일-14일로 변경하였다. 같은 날 광명성 4호의 연료주입이 시작되어 발사가 임박한 상태임을 보여주었다.

## 발사 및 궤적
현지시각 2016년 2월 7일 오전 9시에 평안북도 철산군 서해위성발사장에서 발사되었으며, 3단 로켓 분리를 거쳐 9분 46초 후에 위성이 공전궤도에 진입하였다. 궤도경사각은 97.4도로 태양동기궤도를 돌고 있으며, 근지점고도 494.6km, 원지점고도 500km로 주기는 94분 24초이다.
발사 직후 분리된 1단 로켓이 폭발한 것으로 관측되어 발사가 실패했다는 추측이 있었으나, 이는 로켓을 수거할 수 있는 대한민국에 정보를 넘겨주지 않기 위해 공중폭발하게 한 것으로 추정되고 있다.

## 일부나라들의 반대와 조선민주주의인민공화국의 반응
조선민주주의인민공화국은 이에 대해 발사행위는 우주공간의 평화적인 이용을 위한 조약(UN 우주조약)에 의거한 주권 행사라고 주장하였다. 이 사건으로 박근혜 정부에서는 개성공단 철수를 결정했다.

## 비교
광명성 4호의 무게는 200 kg이다. 해상도 1 m는 보통 군사용 정찰위성의 해상도로 알려져 있으며, 도로에 있는 횡단보도의 흰색 선까지 식별이 가능하다. 해상도 4 m면 군사 전략적, 전술적 영상정보 획득이 가능하며, 해상도 2.5 m면 개인주택과 차량의 식별이 가능하다.
두바이샛 1호, 두바이샛 2호는 한국의 벤처기업인 쎄트렉아이가 제작했다. 두바이샛 2호와 외양이 거의 똑같다. 그 외에 광명성 4호와 비슷한 소형위성들은 다음과 같다.
- 두바이샛 1호, 무게 200 kg, 해상도 2.5 m, 발사 2009년 7월 29일, 러시아 드네프르 로켓
- 두바이샛 2호, 무게 300 kg, 해상도 1 m, 발사 2013년 11월 21일, 러시아 드네프르 로켓
- 칼리파샛, 무게 300 kg, 해상도 70 cm, 발사 2018년, 일본 H-2A 로켓
- TacSat-3,  미국, 무게 400 kg, 해상도 4 m, 발사 2009년 5월 19일, 가격 1,000억원
- Micro X-band SAR,  일본, 2019년 발사, 무게 130 kg, 해상도 3 m의 SAR
- 차세대소형위성 2호,  대한민국, 2020년 발사, 무게 150 kg, 해상도 5 m의 SAR, 임무수명 2년, 가격 300억원

## 같이 보기
- 광명성 1호
- 광명성 2호
- 광명성 3호
- 조선민주주의인민공화국의 대량살상무기 문제
- 탄도 미사일
- 우리네 위성이 하늘에 떴소